# Filmografia di Orson Welles

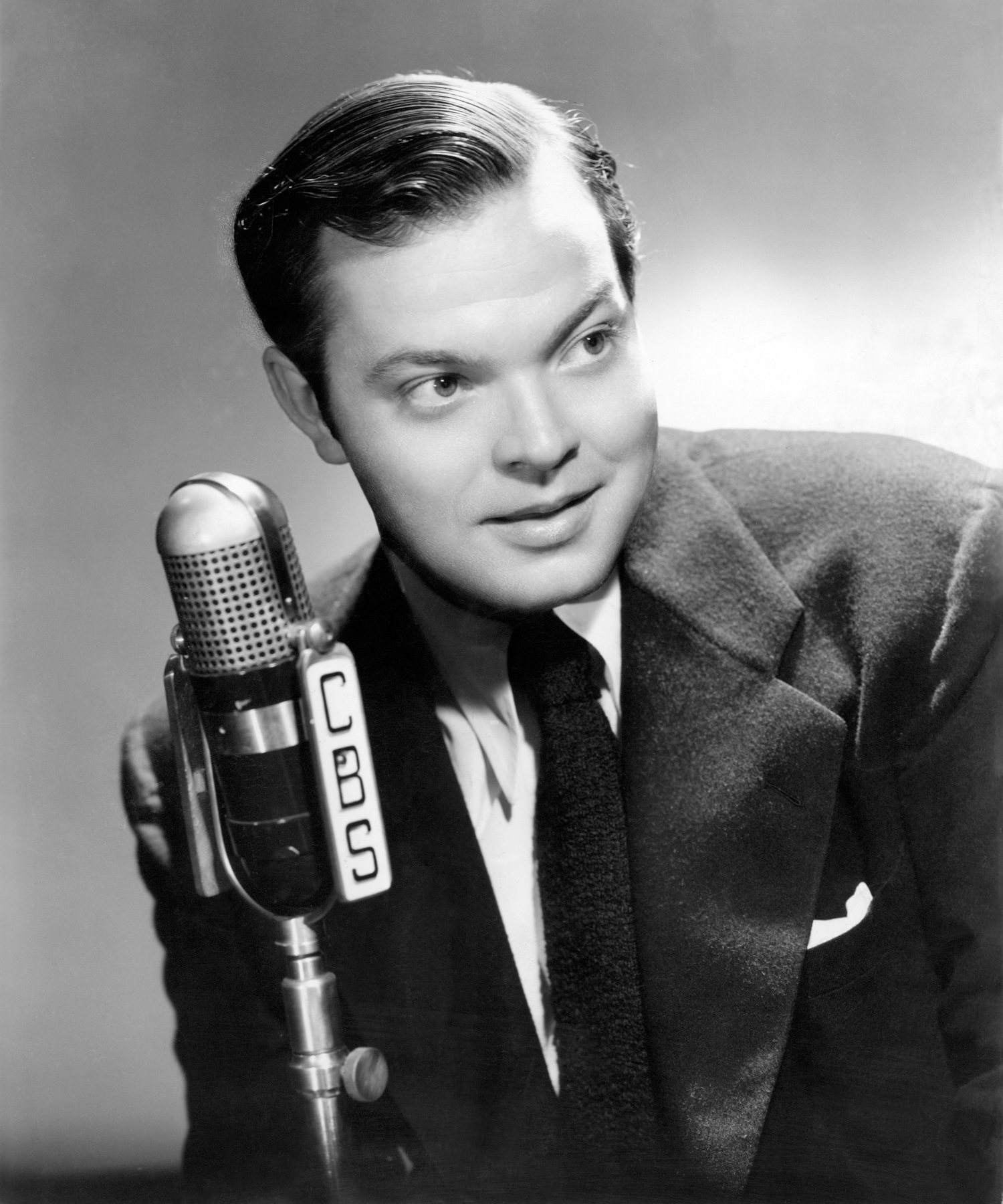
Orson Welles nel 1942

## Regista

### Cortometraggi
- Twelfth Night (1933)
- The Hearts of Age (1934)
- The Golden Honeymoon (1970)[1]
- The Spirit of Charles Lindbergh (1984)

### Lungometraggi
- Quarto potere (Citizen Kane) (1941)
- L'orgoglio degli Amberson (The Magnificent Ambersons) (1942)
- Lo straniero (The Stranger) (1946)
- La signora di Shanghai (The Lady from Shanghai) (1947)
- Macbeth (Macbeth) (1948)
- Otello (Othello) (1951)
- Rapporto confidenziale (Mr. Arkadin) (1955)
- L'infernale Quinlan (Touch of Evil) (1958)
- Il processo (Le procès) (1962)
- Falstaff (Campanadas a medianoche) (1965)
- Storia immortale (Histoire immortelle) (1968)
- L'altra faccia del vento (The Other Side of the Wind) (2018) - postumo

### Documentari
- F come falso (F for Fake) (1973)
- Girando Otello (Filming Othello) (1978)
- Filming 'The Trial' (1981)[2]

### Regia non accreditata
- Terrore sul Mar Nero (Journey into Fear) (1943) - co-regista con Norman Foster
- Cagliostro (Black Magic) (1949) - co-regista con Gregory Ratoff
- Lord Mountdrago, episodio di Tre casi di assassinio (1955)
- David e Golia (1960) - solo le proprie scene
- Tre individui tanto odio (No Exit) (1962) - co-regista con Tad Danielewski
- La stella del Sud (The Southern Star) (1969) - scena d'apertura

### Lavori per la televisione
- The Orson Welles Sketchbook (1955) - 6 episodi
- Around the World with Orson Welles (1955) - 6 episodi
- The Fountain of Youth (1958)[3]
- Portrait of Gina (1958) - documentario
- Nella terra di Don Chisciotte (In the Land of Don Quixote) (1964) - 9 episodi
- The Merchant of Venice (1969) - mediometraggio
- I misteri di Orson Welles (Orson Welles Great Mysteries) (1973) - 26 episodi
- The Orson Welles Show (1979)[4]

### Lavori incompleti o perduti
- Too Much Johnson (1938)[5]
- The Green Goddess (1939) - cortometraggio
- È tutto vero (It's All True) (1942)[6]
- The Miracle of St. Anne (1950) - cortometraggio
- Moby Dick Rehearsed (1955) - film TV[7]
- Orson Welles and People (1956)[8]
- The Heroine (1967)[9]
- Vienna (1968) - cortometraggio[10]
- The Deep (1969)[11]
- An Evening with Orson Welles (1970)[12]
- One Man Band (1971) - speciale TV[13]
- Moby Dick (1971)[14]
- The Dreamers (1982)[15]
- Orson Welles' Magic Show (1985) - documentario TV[16]
- Don Chisciotte (1992)[17]

## Sceneggiatore
- Twelfth Night (1933) - cortometraggio
- The Hearts of Age (1934) - cortometraggio
- Too Much Johnson (1938)
- The Green Goddess (1939) - cortometraggio
- Quarto potere (Citizen Kane) (1941)
- L'orgoglio degli Amberson (The Magnificent Ambersons) (1942)
- È tutto vero (It's All True) (1942)
- Terrore sul Mar Nero (Journey into Fear) (1943), regia di Norman Foster
- Lo straniero (The Stranger) (1946)
- Monsieur Verdoux (1947), regia di Charlie Chaplin
- La signora di Shanghai (The Lady from Shanghai) (1947)
- Macbeth (Macbeth) (1948)
- Il terzo uomo (The Third Man) (1949), regia di Carol Reed
- Ritratto di un assassino (Portrait d'un assassin) (1949), regia di Bernard-Roland
- The Miracle of St. Anne (1950) - cortometraggio
- Otello (The Tragedy of Othello: The Moor of Venice) (1951)
- Moby Dick Rehearsed (1955) - film TV
- Rapporto confidenziale (Mr. Arkadin) (1955)
- The Orson Welles Sketchbook (1955) - serie TV
- Around the World with Orson Welles (1955) - serie TV
- Orson Welles and People (1956) - documentario TV
- Portrait of Gina (1958) - documentario TV
- L'infernale Quinlan (Touch of Evil) (1958)
- The Fountain of Youth (1958) - cortometraggio
- Il processo (Le procès) (1962)
- Nella terra di Don Chisciotte (In the Land of Don Quixote) (1964) - serie TV
- Falstaff (Campanadas a medianoche) (1965)
- La isla del tesoro (1965)[18], regia di Jesus Franco
- La Bibbia (The Bible) (1966), regia di John Huston - non accreditato
- The Heroine (1967)
- Vienna (1968)
- Storia immortale (Histoire immortelle) (1968)
- The Merchant of Venice (1969) - film TV
- The Deep (1969)
- The Golden Honeymoon (1970) - cortometraggio
- One Man Band (1971) - speciale TV
- Moby Dick (1971)
- L'isola del tesoro (Treasure Island), regia di John Hough (1972)
- F come falso (F for Fake) (1973)
- I misteri di Orson Welles  (Great Mysteries) (1973-1974) – serie TV
- Girando Otello (Filming Othello) (1978) - documentario
- The Dreamers (1982)
- The Spirit of Charles Lindbergh (1984) - cortometraggio
- Orson Welles' Magic Show (1985) - documentario TV
- Don Chisciotte (1992)
- Sporco segreto (The Big Brass Ring) (1999)[19], regia di George Hickenlooper
- L'altra faccia del vento (The Other Side of the Wind) (2018)

## Attore

### Cinema
- Twelfth Night (1933), regia di Orson Welles - cortometraggio
- The Hearts of Age (1934), regia di Orson Welles - cortometraggio
- Quarto potere (Citizen Kane) (1941), regia di Orson Welles
- Terrore sul Mar Nero (Journey into Fear) (1943), regia di Norman Foster
- La porta proibita (Jane Eyre) (1943), regia di Robert Stevenson
- La nave della morte (Follow the Boys) (1944), regia di A. Edward Sutherland - cameo
- Conta solo l'avvenire (Tomorrow Is Forever) (1946), regia di Irving Pichel
- Lo straniero (The Stranger) (1946), regia di Orson Welles
- La signora di Shanghai (The Lady from Shanghai) (1947), regia di Orson Welles
- Macbeth (Macbeth) (1948), regia di Orson Welles
- Cagliostro (Black Magic) (1949), regia di Gregory Ratoff
- Il principe delle volpi (Prince of Fox) (1949), regia di Henry King
- Il terzo uomo (The Third Man) (1949), regia di Carol Reed
- La rosa nera (The Black Rose) (1950), regia di Henry Hathaway
- Otello (The Tragedy of Othello: The Moor of Venice) (1951), regia di Orson Welles
- Ritorna il terzo uomo (Trent's Last Case) (1952), regia di Herbert Wilcox
- L'uomo, la bestia e la virtù (1953), regia di Steno
- Versailles (Si Versailles m'était conté) (1954), regia di Sacha Guitry
- Il tiranno di Glen (Trouble in the Glen) (1954), regia di Herbert Wilcox
- Lord Mountdrago, episodio di Tre casi di assassinio (Three Cases of Murder) (1955), regia di George More O'Ferrall
- Napoleone Bonaparte (Napoléon) (1955), regia di Sacha Guitry
- Rapporto confidenziale (Mr. Arkadin) (1955), regia di Orson Welles
- Moby Dick, la balena bianca (Moby Dick) (1956), regia di John Huston
- La tragedia del Rio Grande (Man in the Shadow) (1957), regia di Jack Arnold
- La lunga estate calda (The Long Hot Summer) (1958), regia di Martin Ritt
- L'infernale Quinlan (Touch of Evil) (1958), regia di Orson Welles
- Le radici del cielo (The Roots of Heaven) (1958), regia di John Huston
- Frenesia del delitto (Compulsion) (1959), regia di Richard Fleischer
- Passaggio a Hong Kong (Ferry to Hong Kong) (1959), regia di Lewis Gilbert
- David e Golia (1960), regia di Ferdinando Baldi e Richard Pottier
- Dramma nello specchio (Crack in the Mirror) (1960), regia di Richard Fleischer
- La battaglia di Austerlitz (Austerlitz) (1960), regia di Abel Gance
- I tartari (1961), regia di Richard Thorpe e Ferdinando Baldi
- La Fayette - Una spada per due bandiere (La Fayette) (1962), regia di Jean Dréville
- Il processo (Le procès) (1962), regia di Orson Welles
- La ricotta, episodio di Ro.Go.Pa.G. (1963), regia di Pier Paolo Pasolini
- International Hotel (1963), regia di Anthony Asquith
- Le meravigliose avventure di Marco Polo (Lo scacchiere di Dio) (Le fabuleuse aventure de Marco Polo) (1965), regia di Denys de La Patellière e Noël Howard
- Falstaff (Campanadas a medianoche) (1965), regia di Orson Welles
- Parigi brucia? (Paris brûle-t-il?) (1966), regia di René Clément
- Un uomo per tutte le stagioni (A Man for All Seasons) (1966), regia di Fred Zinnemann
- James Bond 007 - Casino Royale (Casino Royale) (1967), regia di Joseph McGrath e Robert Parrish
- Il marinaio del Gibilterra (The Sailor from Gibraltar) (1967), regia di Tony Richardson
- Il complesso del sesso (I'll Never Forget What's'isname) (1967), regia di Michael Winner
- Storia immortale (Histoire immortelle) (1968), regia di Orson Welles
- Edipo re (1968), regia di Philip Saville
- Il castello di carte (House of Cards) (1968), regia di John Guillermin
- La calata dei barbari (Kampf um Rom I) (1968), regia di Robert Siodmak
- Tepepa (1969), regia di Giulio Petroni
- La stella del Sud (The Southern Star) (1969), regia di Sidney Hayers
- La calata dei barbari II (Kampf um Rom II - Der Verrat)[20] (1969), regia di Robert Siodmak
- La battaglia della Neretva (Bitka na Neretvi) (1969), regia di Veljko Bulajic
- Una su 13 (1969), regia di Nicolas Gessner e Luciano Lucignani
- The Golden Honeymoon (1970), regia di Orson Welles - cortometraggio
- Lettera al Kremlino (The Kremlin Letter) (1970), regia di John Huston
- Comma 22 (Catch-22) (1970), regia di Mike Nichols
- Waterloo (1970), regia di Sergej Bondarcuk
- Un posto tranquillo (A Safe Place) (1971), regia di Henry Jaglom
- Dieci incredibili giorni (La décade prodigieuse) (1971), regia di Claude Chabrol
- Malpertuis (1971), regia di Harry Kümel
- Il potere di Satana (Necromancy) (1972), regia di Bert I. Gordon
- Impara a conoscere il tuo coniglio (Get to Know Your Rabbit) (1972), regia di Brian De Palma
- L'isola del tesoro (Treasure Island) (1972), regia di John Hough
- La quinta offensiva (Sutjeska) (1973), regia di Stipe Delic
- F come falso (F for Fake) (1973), regia di Orson Welles
- La nave dei dannati (Voyage of the Damned) (1976), regia di Stuart Rosenberg
- Ecco il film dei Muppet (The Muppet Movie) (1979), regia di James Frawley - cameo
- Il segreto di Nikola Tesla (Tajna Nikole Tesle) (1980), regia di Kristo Papić
- L'uomo che vide il futuro (The Man Who Saw Tomorrow) (1981), regia di Robert Guenette
- Butterfly - Il sapore del peccato (Butterfly) (1981), regia di Matt Cimber
- C'è qualcosa di strano in famiglia (Where Is Parsifal?) (1984), regia di Henri Helman
- The Spirit of Charles Lindbergh (1984), regia di Orson Welles - cortometraggio
- Qualcuno da amare (Someone to Love) (1987), regia di Henry Jaglom

### Televisione
- King Lear, episodio di Omnibus (1953)
- The Orson Welles Sketchbook (1955) - 6 episodi
- Around the World with Orson Welles (1955) - 6 episodi
- Twentieth Century, episodio di Ford Star Jubilee (1956)
- Lucy Meets Orson Welles, episodio di Lucy ed io (1956)
- The Fountain of Youth (1958), regia di Orson Welles
- Portrait of Gina (1958), regia di Orson Welles - documentario
- An Arabian Night (1960), regia di Mark Lawton
- Nella terra di Don Chisciotte (In the Land of Don Quixote) (1964) - 9 episodi
- The Merchant of Venice (1969), regia di Orson Welles - mediometraggio
- The Enemy Before Us, episodio di Reporter alla ribalta (1970)
- Laugh-In (1970) - 1 episodio
- Su questa roccia (Upon This Rock) (1970), regia di Harry Rasky
- Mistero in galleria (Night Gallery) (1971) - 1 episodio
- The Man Who Came to Dinner (1972), regia di Buzz Kulik
- I misteri di Orson Welles (Orson Welles Great Mysteries) (1973-74) - 26 episodi
- It Happened One Christmas (1977), regia di Donald Wrye
- The Orson Welles Show (1979)
- Moonlighting (1985) - 1 episodio
- Hot Money (1986), regia di Zale Magder e George McCowan

### Voce
- Come Robinson Crusoè (Swiss Family Robinson) (1940), regia di Edward Ludwig
- L'orgoglio degli Amberson (The Magnificent Ambersons) (1942), regia di Orson Welles
- Duello al sole (Duel in the Sun) (1946), regia di King Vidor
- Don Camillo (1952), regia di Julien Duvivier - versione statunitense
- Return to Glennascaul (1953), regia di Hilton Edwards - cortometraggio
- I vichinghi (The Vikings) (1958), regia di Richard Fleischer
- South Seas Adventure (1958), regia di Richard Goldstone
- I signori della foresta (Les seigneurs de la forêt) (1958), regia di Henry Brandt e Heinz Sielmann - versione statunitense
- High Journey (1959), regia di Peter Baylis - cortometraggio
- Il re dei re (King of Kings) (1961), regia di Nicholas Ray
- The Finest Hours (1964), regia di Peter Baylis - documentario
- To Build a Fire (1969), regia di David Cobham - mediometraggio
- Is It Always Right to Be Right? (1970), regia di Lee Mishkin - cortometraggio
- Fate la rivoluzione senza di noi (Start the Revolution Without Me) (1970), regia di Bud Yorkin
- Freedom River (1971), regia di Sam Weiss - cortometraggio
- The Cave: A Parable Told by Orson Welles (1973), regia di Sam Weiss - cortometraggio
- ...e poi, non ne rimase nessuno (And Then There Were None) (1974), regia di Peter Collinson
- Rikki-Tikki-Tavi (1975), regia di Chuck Jones - cortometraggio TV
- Bugs Bunny Superstar (1975), regia di Larry Jackson - documentario
- Hot Tomorrows (1977), regia di Martin Brest
- Rime of the Ancient Mariner (1977), regia di Larry Jordan - mediometraggio
- Il grande attacco (1978), regia di Umberto Lenzi
- A Woman Called Moses (1978) - miniserie TV
- Doppio intrigo (The Double McGuffin) (1979), regia di Joe Camp
- To Try Again... and Succeed (1979), regia di Sam Weiss - cortometraggio
- The New Media Bible: Book of Genesis (1979), regia di Kevin Connor
- Shōgun (1980), regia di Jerry London - miniserie TV
- The Greenstone (1980), regia di Kevin Irvine - mediometraggio
- La pazza storia del mondo (History of the World: Part I) (1981), regia di Mel Brooks
- Jack London (1981) - miniserie TV
- Gurikku no Bōken (1981), regia di Hideo Nishimaki e Yakikoto Higuchi - versione statunitense
- Comiche dell'altro mondo (1982), regia di Steven Paul
- Wagner e Venezia (1982), regia di Petr Ruttner - mediometraggio TV
- Magnum P.I.(1981-84) - 6 episodi
- Transformers - The Movie (1986), regia di Nelson Shin